# Salgareda
Salgareda é uma comuna italiana da região do Vêneto, província de Treviso, com cerca de 5.575 habitantes. Estende-se por uma área de 27 km², tendo uma densidade populacional de 206 hab/km². Faz fronteira com Cessalto, Chiarano, Noventa di Piave (VE), Ponte di Piave, San Biagio di Callalta, San Donà di Piave (VE), Zenson di Piave.

## Demografia
| Variação demográfica do município entre 1861 e 2011                               |
|                                                                                   |
| Fonte: Istituto Nazionale di Statistica (ISTAT) - Elaboração gráfica da Wikipedia |